# Patinação sobre rodas nos Jogos Pan-Americanos de 2003
A patinação sobre rodas nos Jogos Pan-Americanos de 2003 foi disputada em Santo Domingo, República Dominicana. Houve competições de patinação de velocidade e hóquei sobre patins.

## Medalhistas
Artística
| Evento             | Ouro                  | Prata                   | Bronze                  |
| ------------------ | --------------------- | ----------------------- | ----------------------- |
| Masculino detalhes | Marcel Sturmer (BRA)  | Daniel Arriola (ARG)    | Maurício Caramejo (COL) |
| Feminino detalhes  | Heather Munckey (USA) | Melissa Linsalata (ARG) | Mayra Ramos (BRA)       |

Velocidade
| Evento                                  | Ouro                  | Prata                 | Bronze                |
| --------------------------------------- | --------------------- | --------------------- | --------------------- |
| Velocidade combinada masculina detalhes | Joey Mantia (USA)     | José Guzmán (CHI)     | Fabricio Seguel (ARG) |
| Velocidade combinada feminina detalhes  | Andrea González (ARG) | Paula Verdugo (CHI)   | Julie Glass (USA)     |
| Distância combinada masculina detalhes  | Joey Mantia (USA)     | Fabricio Seguel (ARG) | Gustavo Naula (ECU)   |
| Distância combinada feminina detalhes   | Julie Glass (USA)     | Andrea González (ARG) | Cecilia Baena (COL)   |

Hóquei
| Evento                       | Ouro               | Prata      | Bronze     |
| ---------------------------- | ------------------ | ---------- | ---------- |
| Hóquei sobre patins detalhes | USA Estados Unidos | CAN Canadá | BRA Brasil |